# Фейсал I
Фейсал I бин Хюсеин бин Али ал-Хашеми (на арабски: فيصل بن الحسين بن علي الهاشمي) е основател и пръв крал на съвременен Ирак и пръв и последен крал на Сирия. В годините на Първата световна война командва арабски части в състава на експедиционния корпус на генерал Аленби, воюващ против турците.
Краят на османския контрол върху Ирак идва по време на Първата световна война. Османската империя застава на страната на Централните сили, което става повод Великобритания да влезе във война с нея. По време на т.нар. Месопотамска кампания британците претърпяват тежка загуба при обсадата на Кут (1915 – 1916), но успяват да се възстановят от удара и завладяват Багдад през 1917 година. През 1918 двете страни подписват примирие.
Територията на Ирак е отцепена от Османската империя от французите и англичаните съгласно подписаното през 1916 тайно споразумение Сайкс-Пико, в което Франция, Великобритания и Руската империя определят сферите си на влияние в западна Азия. На 11 ноември 1920 година получава мандат от Обществото на народите под британски контрол и наименованието „Иракска държава“. Великобритания налага монархия начело с Хашемитската династия и окончателно предопределя иракските граници, без да вземе под внимание интересите на отделните етнически и религиозни групи, като кюрдите и асирийците на север. Това довежда до шиитски и кюрдски бунтове по време на британския мандат.